# Сусловский сельсовет (Алтайский край)
Сусловский сельсовет — муниципальное образование со статусом сельского поселения и административно-территориальное образование в Мамонтовском районе Алтайского края России. Административный центр — село Суслово.

## Демография
По результатам Всероссийской переписи населения 2010 года, численность населения муниципального образования составила 784 человека, в том числе 364 мужчины и 420 женщин. Оценка Росстата на 1 января 2019 года — 623 человека.

## Населённые пункты
В состав сельского поселения входит один населённый пункт — село Суслово.